# Surgery for Obesity and Related Diseases
Surgery for Obesity and Related Diseases, abgekürzt Surg. Obes. Relat. Dis., ist eine wissenschaftliche Fachzeitschrift, die vom Elsevier-Verlag herausgegeben wird. Sie ist das offizielle Publikationsorgan der American Society for Metabolic and Bariatric Surgery, der Brazilian Society for Bariatric Surgery und der Asociacion Latinoamericana de Cirujanos Endoscopistas; sie erscheint mit sechs Ausgaben im Jahr. Es werden Arbeiten veröffentlicht, die sich mit dem chirurgisch veranlassten Gewichtsverlust von adipösen Patienten beschäftigen.
Der Impact Factor lag im Jahr 2014 bei 4,066. Nach der Statistik des ISI Web of Knowledge wird das Journal mit diesem Impact Factor in der Kategorie Chirurgie an 13. Stelle von 198 Zeitschriften geführt.